# Élections sénatoriales de 1989 dans l'Aude
Les élections sénatoriales dans l'Aude ont lieu le dimanche 24 septembre 1989. 
Elles ont pour but d'élire les sénateurs représentant le département au Sénat pour un mandat de neuf ans.

## Contexte départemental
Lors des élections sénatoriales du 28 septembre 1980 dans l'Aude, deux sénateurs PS sont élus, Roland Courteau et Raymond Courrière.
Depuis, tous les effectifs du collège électoral des grands électeurs sont renouvelés, avec les élections législatives de 1988 dans l'Aude, les élections régionales françaises de 1986, les élections cantonales de 1985 et 1988 et les élections municipales françaises de 1989.

## Rappel des résultats de 1980
| Candidat et parti politique | Candidat et parti politique | Candidat et parti politique | Premier tour | Premier tour |
| Candidat et parti politique | Candidat et parti politique | Candidat et parti politique | Voix         | %            |
| --------------------------- | --------------------------- | --------------------------- | ------------ | ------------ |
|                             | Roland Courteau             | PS                          | '            | '            |
|                             | Raymond Courrière           | PS                          | '            | '            |
|                             |                             |                             |              |              |
| Inscrits                    | Inscrits                    | Inscrits                    |              | 100,00       |
| Abstentions                 |                             |                             |              |              |
| Votants                     |                             |                             |              |              |
| Blancs et nuls              |                             |                             |              |              |
| Exprimés                    |                             |                             |              |              |

## Sénateurs sortants
| Sénateur | Sénateur          | Parti | Fonctions lors de l'élection en 1980                                              |
| -------- | ----------------- | ----- | --------------------------------------------------------------------------------- |
|          | Roland Courteau   | PS    |                                                                                   |
|          | Raymond Courrière | PS    | Sénateur sortant, conseiller général du canton d'Alzonne, maire de Cuxac-Cabardès |

## Candidats
Dans l'Aude, les sénateurs sont élus au scrutin majoritaire à deux tours. 
| Candidats | Candidats                | Parti | Principale fonction                                                                                   |
| --------- | ------------------------ | ----- | --- |
|           | Alain Marcaillou         | PCF   | Conseiller régional, conseiller général                                                               |
|           | Gérard Chappert          | PCF   | Conseiller municipal de Canet                                                                         |
|           | Raymond Courrière        | PS    | Sénateur sortant, président du Conseil général de l'Aude, conseiller général, maire de Cuxac-Cabardès |
|           | Roland Courteau          | PS    | Sénateur sortant, conseiller général                                                                  |
|           | Louis-Bernard Davidovici | UDF   | Maire de Port-la-Nouvelle                                                                             |
|           | Raymond Chesa            | RPR   | Conseiller général, maire de Carcassonne                                                              |

## Résultats
Les nouveaux représentants sont élus pour une législature de 9 ans au suffrage universel indirect par les 1 063 grands électeurs du département.
| Candidat et parti politique | Candidat et parti politique | Candidat et parti politique | Premier tour | Premier tour |
| Candidat et parti politique | Candidat et parti politique | Candidat et parti politique | Voix         | %            |
| --------------------------- | --------------------------- | --------------------------- | ------------ | ------------ |
|                             | Raymond Courrière           | PS                          | 592          | 57,36        |
|                             | Roland Courteau             | PS                          | 584          | 56,59        |
|                             | Raymond Chesa               | RPR                         | 269          | 26,07        |
|                             | Louis-Bernard Davidovici    | UDF                         | 227          | 22,00        |
|                             | Alain Marcaillou            | PCF                         | 99           | 9,59         |
|                             | Gérard Chappert             | PCF                         | 97           | 9,40         |
|                             |                             |                             |              |              |
| Inscrits                    | Inscrits                    | Inscrits                    | 1 063        | 100,00       |
| Abstentions                 | Abstentions                 | Abstentions                 | 17           | 1,60         |
| Votants                     | Votants                     | Votants                     | 1 046        | 98,40        |
| Blancs et nuls              | Blancs et nuls              | Blancs et nuls              | 14           | 1,34         |
| Exprimés                    | Exprimés                    | Exprimés                    | 1 032        | 98,66        |